# Международный аэропорт Кансай
Международный аэропорт Кансай (яп.  関西国際空港, кансай кокусай ку:ко:) — аэропорт, представляющий собой крупный комплекс сооружений, построенный по проекту Ренцо Пиано на искусственном острове, насыпанном посреди Осакского залива близ города Осака, Япония. Площадь первого острова аэропорта составляет примерно 510 гектаров, а второго — 545 гектаров, что в общей сложности составляет 1055 гектаров (10,6 км²).

## История
К 1960 году регион Кинки быстро терял привлекательность для инвестиций из Токио, и поэтому планировщики решили построить новый аэропорт. Международный аэропорт Осака, находящийся в густонаселённой местности, не мог быть расширен из-за того, что жители окрестных районов страдали от зашумлённости.
После того, как новый Международный аэропорт Токио (теперь Международный аэропорт Нарита), построенный на конфискованной земле, столкнулся с теми же проблемами, планировщики решили построить новый аэропорт в отдалении от берега. Первоначально аэропорт был запланирован возле города Кобе, но муниципалитет Кобе не дал на это разрешения, поэтому аэропорт был перемещён южнее, в Осакский залив. Здесь, вдали от жилых районов, аэропорт мог быть открыт 24 часа в сутки, и шум взлетающих и приземляющихся самолётов не мешал бы местным жителям. Местные рыбаки были единственными, кто воспротивился этому плану, но они получили щедрые компенсации.
Проектировщики предложили посреди залива насыпать искусственный остров 4000 метров длиной и 1000 метров шириной. Это сооружение должно было выдержать жестокие тайфуны, сильные землетрясения и высокие цунами.
Строительство началось в 1987 году. Морская стена, возведённая из огромных каменных глыб и 48 000 бетонных блоков, была закончена к 1989 году. Она определила контуры будущего острова. Чтобы утрамбовать 21 миллион кубометров грунта на морском дне и возвести насыпь высотой в 30 метров над уровнем моря, потребовались 10 тысяч рабочих, 10 миллионов человекочасов работы и 80 судов. К 1990 году был завершён мост длиной в 3 километра (стоимостью в 1 миллиард долларов), соединяющий искусственный остров с городком Ринку — пригородом Осаки.
Остров специально спроектирован так, чтобы постепенно погружаться в море по мере оседания и уплотнения грунта, однако на сегодняшний день просадка острова превысила запланированную на 8 сантиметров. Этот проект стал самым дорогим гражданским проектом после 20 лет планирования, 3 лет строительства и нескольких миллиардов долларов инвестиций.
В 1991 году началось строительство терминала. Чтобы компенсировать проседание, здание терминала оборудовано специальными поддерживающими колоннами, под которые при необходимости можно будет подсунуть металлические подпорки и сберечь здание от разрушения из-за неравномерного оседания грунта. Аэропорт открылся в 1994 году.
17 января 1995 года Японию поразило страшное землетрясение магнитудой 7,0, известное более под названием «Землетрясение в Кобе». Погибло 6434 человека, но аэропорт, благодаря удачному проектированию, остался цел. Позже, в 1998 году, над аэропортом пронёсся тайфун, скорость ветра достигала 200 км/ч. Здание выстояло благодаря своей конструкции, напоминающей крыло самолёта.

## Современный аэропорт
Открытый 4 сентября 1994 года, аэропорт служит базой для нескольких авиакомпаний: All Nippon Airways, Japan Airlines, Nippon Cargo Airlines. Аэропорт является воздушными воротами региона Кинки, в котором расположены крупные города Кобе, Осака, Киото. Однако некоторые внутренние рейсы берут начало в ранее построенном и более удобно расположенном Международном аэропорту Осака в Итами или в более новом Аэропорту Кобе.
Общая стоимость аэропорта Кансай — 15 миллиардов долларов, что составляет 40 % от бюджета. Главной статьёй расходов явилась борьба с оседанием острова. После строительства понижение уровня острова шло с такой скоростью, что аэропорт считали структурным техническим бедствием. Однако в настоящее время затопление острова замедлилось, и теперь можно сказать, что жизнеспособности аэропорта ничего не грозит, поскольку существовали и более пессимистичные прогнозы. Аэропорт всё ещё имеет долги и теряет 560 миллионов долларов каждый год. Поэтому цены на приземление в аэропорту очень велики (например, с каждого Боинга-747 аэропорт берёт по 7500 долларов США), и эта цена на втором месте по дороговизне после аэропорта Нарита. Однако, благодаря системе скидок, количество полётов в настоящее время увеличивается.
Аэропорт Кансай был построен как альтернатива аэропорту Нарита для иностранных туристов или путешественников за границу. Рейс из Международного аэропорта Токио в аэропорт Кансай занимает меньше времени, чем дорога из аэропорта Токио в аэропорт Нарита для многих жителей префектуры Канагава и южного Токио.
В настоящее время скорость проседания острова замедлилась с 50 см в год (1994) до 7 см в год (2006). В 2003 году, считая, что затопление острова почти остановлено, операторы аэропорта начали строительство второй взлётно-посадочной полосы длиной в 4000 метров. Для этого возвели второй искусственный остров рядом с первым, сделав его на несколько метров выше. Первое время самолёты, выруливая на вторую ВПП, будут преодолевать небольшой подъём, однако позже, когда второй остров осядет, оба острова должны сравняться по высоте. Инженеры боялись, что если они расширят первый остров и построят вторую полосу там, равновесие острова может быть нарушено, и поэтому было решено насыпать второй остров рядом с первым, соединив их узким перешейком.
Проектная стоимость работ исчисляется в 1,56 триллиона ¥ (примерно 15 миллиардов $). Вторая ВПП введена в эксплуатацию 2 августа 2007 года. В дальнейшем планируется возвести второе здание терминала и открыть третью 3500-метровую взлётно-посадочную полосу.

## Терминалы
Северный терминал
Построен в 1987—1994 годах. Имеет 3-этажное здание. На 3-м этаже — контроль и регистрация, на 2-м этаже — выходы, а на 1-м этаже — магазины беспошлинной торговли и рестораны. Терминал оборудован 9 эскалаторами, 2 стеклянными лифтами и 1 стеклянным лифтом с внешней стороны.
 Япония
- All Nippon Airways
- Vanilla Air

 Республика Корея
- Korean Air
- Asiana Airlines
- Air Busan
- Air Seoul

 Китайская Республика
- EVA Air

 Китай
- Shandong Airlines
- Tianjin Airlines
- Hainan Airlines
- Okay Airways
- Lucky Air

 Гонконг
- Cathay Pacific
- HK Express
- Hong Kong Airlines

 Малайзия
- Malaysia Airlines
- AirAsia X

 Таиланд
- Thai Airways
- Thai AirAsia X
- NokScoot
- Thai Lion Air

 Вьетнам
- VietJet Air
- Jetstar Pacific

 Сингапур
- Jetstar Asia

 Индия
- Air India

 США
- Delta Air Lines
- United Airlines
- Hawaiian Airlines

 Канада
- Air Canada Rouge

 Германия
- Lufthansa

 Финляндия
- Finnair

 Россия
- S7 Airlines

 Новая Зеландия
- Air New Zealand

Южный терминал
Построен в 1994—1999 годах. Имеет 4-этажное здание с 2-этажным спутником. В 4-этажном здании установлены шесть траволаторов и два стеклянных лифта. Пропускная способность — 12 млн пассажиров в год. Иммиграционный контроль и таможенный контроль находятся на 3-м этаже, а выходы и регистрация — на 2-м. Магазины беспошлинной торговли и рестораны находятся на всех этажах, но преимущественно на 1-м и 4-м.
- Air Caledonie International
- Air China
- Air France
- Air India
- Air New Zealand
- China Airlines
- China Eastern Airlines
- EgyptAir
- Emirates
- Hainan Airlines
- Japan Airlines
- Lufthansa
- Philippine Airlines
- Singapore Airlines
- Vietnam Airlines
- Vladivostok Air
- XiamenAir